# Villastellone
Villastellone (piemonti nyelven Vilastlon) egy település Olaszországban, Torino megyében.

## Elhelyezkedése

Villastellone község Torino megye térképén

Villastellone Torinótól kb. 20 km-re a Stellone folyó mentén helyezkedik el. A vele határos települések: Cambiano, Carignano, Carmagnola, Moncalieri, Poirino és Santena.

## Látványosságok
Legfontosabb látványossága a Filippo Juvarra által tervezett kastély.

## Fordítás
- Ez a szócikk részben vagy egészben  a   Villastellone című olasz Wikipédia-szócikk fordításán alapul.  Az eredeti cikk szerkesztőit annak laptörténete sorolja fel. Ez a jelzés csupán a megfogalmazás eredetét és a szerzői jogokat jelzi, nem szolgál a cikkben szereplő információk forrásmegjelöléseként.